# Список депутатов Верховного Совета БАССР 8-го созыва
Депутаты Верховного Совета БАССР восьмого созыва (257 депутатов)
Верховный Совет Башкирской АССР был образован согласно Конституции БАССР 1937 года. Верховный Совет Башкирской АССР является высшим органом государственной власти в Башкирской АССР,  правомочным решать все вопросы, отнесенные Конституцией СССР, Конституцией РСФСР и Конституцией Башкирской АССР к ведению Башкирской АССР. Деятельность Верховного Совета Башкирской АССР основывается на коллективном, свободном, деловом обсуждении и решении вопросов, гласности, регулярной отчетности перед Верховным Советом Башкирской АССР создаваемых им органов, широком привлечении граждан к управлению государственными и общественными делами, постоянном учете общественного мнения.
Осуществление Верховным Советом Башкирской АССР своих полномочий строится на основе активного участия в его работе каждого депутата Верховного Совета Башкирской АССР. Депутат осуществляет свои полномочия, не порывая с производственной или служебной деятельностью.
До 1970-х годов Верховный Совет Башкирской АССР размещался по адресу: БАССР, г. Уфа, ул. Пушкина, д. 106.
Список депутатов Верховного Совета БАССР восьмого созыва:
- Исмагилов, Загир Гарипович, Председатель Верховного Совета БАССР, Советский избирательный округ № 20, Кировский район, г. Уфа
- Мирсаяпов, Минислам Нурисламович, заместитель Председателя Верховного Совета БАССР, Альмухаметовский избирательный округ № 110, Абзелиловский район
- Худинова, Нина Федоровна, заместитель Председателя Верховного Совета БАССР, Архитектурный избирательный округ № 4, Калининский район, г. Уфа
- Абдрахманов, Барей Абдрахманович, Менделеевский избирательный округ № 45, Советский район, г. Уфа
- Абдрахманов, Рифкат Шаяхметович, Юго-Западный избирательный округ № 102, г. Стерлитамак
- Абдуллин, Мидхат Тухбатович, Батыровский избирательный округ № 121, Аургазинский район
- Абдуллина Гульзиган Шайхутдиновна, Южный избирательный округ № 107, г. Туймазы
- Абзалилов, Ибрагим Исмагилович, Шахтерский избирательный округ № 70, г. Кумертау
- Абубакирова, Фаузия Ахметсагитовна, Пугачевский избирательный округ № 238, Фёдоровский район
- Аверин, Виктор Михайлович, Янгискаинский избирательный округ № 160, Гафурийский район
- Азнабаев, Нажип Алтынбаевич, Инзерский избирательный округ № 140, Белорецкий район
- Акназаров, Зекерия Шарафутдинович, Ленинский избирательный округ № 69, г. Кумертау
- Аллаяров, Рауф Фазыльянович, Бурзянский избирательный округ № 156, Бурзянский район
- Аминев, Ахмет Гатаевич, Ангасякский избирательный округ № 166, Дюртюлинский район
- Аминов, Лерон Халитович, Западный избирательный округ № 81, г. Салават
- Антошкина, Мария Ивановна, Федоровский избирательный округ № 239, Фёдоровский район
- Ардеев, Агзам Фархулисламович, Ленинский избирательный округ № 58, г. Белорецк
- Афридонов, Мидхат Вафиевич, Молодёжный избирательный округ № 82, г. Салават
- Ахмедьянов, Яныбай Шагибалович, Байрамгуловский избирательный округ № 235, Учалинский район
- Ахметгареев, Акмалетдин, Зиганович, Нефтекамский избирательный округ № 71, г. Нефтекамск
- Ахметзянов, Фарит Хазипович, Советский избирательный округ № 64, г. Бирск
- Ахметзянов, Ахмет Каримович, Верхнеавзянский избирательныйокруг № 139, Белорецкий район
- Ахтамьянова, Мугалима Ахтамьяновна, Арслановский избирательный округ № 198, Кигинский район
- Ахунзянов, Тагир Исмагилович, Комсомольский избирательный округ № 10, Калининский район, г. Уфа
- Аюпов, Хамит Валеевич, Учалинский сельский избирательныйокруг № 237, Учалинский район
- Бадртдинова, Фания Фатиховна, Рсаевский избирательный округ № 182, Илишевский район
- Базикеева, Разиля Миннигалеевна, Суворовский избирательный округ № 16, Калининский район, г. Уфа
- Байрушин, Михаил Александрович, Покровский избирательный округ № 149, Благовещенский район
- Бакиев, Мухамет Габидуллович, Кигинский избирательный округ № 199, Кигинский район
- Бакиева, Харида Минисламовна, Кармаскалинский избирательный округ № 196, Кармаскалинский район
- Бакиров, Урал Насырович, Аксаковский избирательный округ № 53, г. Белебей
- Барбазюк Павел Григорьевич, Аксеновский избирательный округ № 114, Альшеевский район
- Басистов, Николай Иванович, Каранский избирательный округ № 151, Буздякский район
- Батанов, Николай Яковлевич, Прибельский избирательный округ № 197, Кармаскалинский район
- Батталов, Марат Саляхович, Юмагузинский избирательный округ № 202, Кугарчинский район
- Бахтияров, Анвар Сахибгареевич, Янаульский избирательный округ № 254, Янаульский район
- Башаров, Фидаи Шарифьянович, Буздякский избирательный округ № 150, Буздякский район
- Баширов, Ярих Зиганурович, Гагаринский избирательный округ № 28, Орджоникидзевский район, г. Уфа
- Башмакова, Фарида Сафуановна, Ленинский избирательный округ № 26, Ленинский район, г. Уфа
- Белалов, Муса Гайсинович, Кудеевский избирательный округ № 178, Иглинский район
- Биглова, Алифа Галяутдиновна, Агардинский избирательный округ № 145, Благоварский район
- Бикбов, Сарвай Шайбакович, Октябрьский избирательный округ № 97, г. Стерлитамак
- Борисова, Маргарита Геннадьевна, Западный избирательный округ № 93, г. Стерлитамак
- Бородин, Евгений Матвеевич, Железнодорожный избирательный округ № 68, г. Кумертау
- Булгаков, Марат Сахипович, Уральский избирательный округ № 51, Советский район, г. Уфа
- Бурма Александр Иванович, Нефтепромысловый избирательный округ № 78, г. Октябрьский
- Валиахметова, Залира Кутлиахметовна, Интернациональный избирательный округ № 7, Калининский район, г. Уфа
- Валиева, Флюра Мурзиновна, Миякибашевский избирательный округ № 217, Миякинский район
- Валишин, Шариф Ахметович, Ульяновский избирательный округ № 37, Орджоникидзевский район, г. Уфа
- Васильев, Владимир Ефимович, Инзерский избирательный округ № 118
- Вахитов, Шакир Казыханович, Николо-Березовский избирательный округ № 73, г. Нефтекамск
- Вахитов, Шавали Мухаметович, Таймасовский избирательный округ № 204, Кумертауский район
- Веселов, Семен Михайлович, Красноусольский избирательный округ № 157, Гафурийский район
- Вязьмин, Владимир Андреевич, Привокзальный избирательный округ № 48, Советский район, г. Уфа
- Габитов, Зарагат Нурмухаметович, Абдрашитовский избирательный округ № 113, Альшеевский район
- Газнанов, Минияр Бахтиевич, Петровский избирательный округ № 185, Ишимбайский район
- Гаитова, Агина Гайнутдиновна, Салаватский избирательный округ № 49, Советский район, г. Уфа
- Галеев, Ахтям Шакирович, Северный избирательный округ № 106, г. Туймазы
- Галеев, Тарзиман Хабибрахманович, Кушнаренковский избирательный округ № 205, Кушнаренковский район
- Галиакберов, Гайният Галимуллинович, Чишминский избирательный округ № 247, Чишминский район
- Галикеева, Мунира Закиевна, Маяковский избирательный округ № 44, Советский район, г. Уфа
- Галиуллин, Ким Нигмаевич, Новонагаевский избирательный округ № 190, Калтасинский район
- Галлямова, Рахима Фаттаховна, Ахмеровский избирательный округ № 183, Ишимбайский район
- Гареев, Муса Гайсинович, Коммунаровский избирательный округ № 9, Калининский район, г. Уфа
- Гарифуллин, Юсуп Сабирьянович, Кинзебулатовский избирательный округ № 184, Ишимбайский район
- Гаянов, Радик Магданович, Арланский избирательный округ № 186, Калтасинский район
- Гибадуллина Файруза Бикмухаметовна, Кировский избирательный округ № 17, Кировский район, г. Уфа
- Гильванов, Ахмет-Султан Набиевич, Бузовьязовский избирательный округ № 194, Кармаскалинский район
- Гильмутдинов, Раис Сагитович, Институтский избирательный округ № 30, Орджоникидзевский район, г. Уфа
- Гилязев, Лукман-Хаким Габдрахманович, Айский избирательный округ № 40, Советский район, г. Уфа
- Гордеева, Степанида Аркадьевна, Мрясимовский избирательный округ № 193, Караидельский район
- Горелова, Зинаида Прокофьевна, Центральный избирательный округ № 86, г. Салават
- Горшкова, Галина Михайловна, Первомайский избирательный округ № 98, г. Стерлитамак
- Гребнева, Лидия Дмитриевна, Старо-Уфимский избирательный округ № 21, Кировский район, г. Уфа
- Гришина Любовь Николаевна, Свердловский избирательный округ № 27, Ленинский район, г. Уфа
- Давлетбаев, Далгат Шагимарданович, Школьный избирательный округ № 38, Орджоникидзевский район, г. Уфа
- Давлетшин, Ахмет Зиганшинович, Языковский избирательный округ № 146, Благоварский район
- Давыдова, Надежда Федоровна, Центральный избирательный округ № 52, Советский район, г. Уфа
- Дашкин, Ремель Миргазианович, Чекмагушевский избирательный округ № 244, Чекмагушевский район
- Деев, Геннадий Аркадьевич, Спортивный избирательный округ № 50, Советский район, г. Уфа
- Дрозд Екатерина Фроловна, Краснознаменский избирательный округ № 94, г. Стерлитамак
- Евбатыров, Равгат Тухватович, Малиновский избирательный округ № 134, Белебеевский район
- Езова, Любовь Константиновна, Ново-Александровский избирательный округ № 33, Орджоникидзевский район, г. Уфа
- Еремина Алевтина Александровна, Парковый избирательный округ № 46, Советский район, г. Уфа
- Ефимовских Алексей Алексеевич, Инзерский избирательный округ № 118, Архангельский район
- Забродин, Иван Липатович, Бакалинский избирательный округ № 129, Бакалинский район
- Зайнетдинов, Юнер Зуферович, Левобережный избирательный округ № 65, г. Ишимбай
- Закиров, Абдулла Валеевич, Тирлянский избирательный округ № 61, г. Белорецк
- Закиров, Рауф Абдулхакович, Баймакский избирательный округ № 126, Баймакский район
- Зарипова, Саима Зариповна, Курдымский избирательный округ № 227, Татышлинский район
- Зубарев, Борис Михайлович, Давлекановский избирательный округ № 163, Давлекановский район
- Зюков, Михаил Александрович, Александро-Невский избирательный округ № 3, Калининский район, г. Уфа
- Ибрагимова, Луиза Ахатовна, Бик-Кармалинский избирательный округ № 162, Давлекановский район
- Иванов, Евгений Григорьевич, Строительный избирательный округ № 74, г. Нефтекамск
- Иванова, Анастасия Павловна, Комсомольский избирательный округ № 209, Мелеузовский район
- Иванцов, Леонид Петрович, Воскресенский избирательный округ № 207, Мелеузовский район
- Иванюта Нина Леонидовна, Полтавский избирательный округ № 47, Советский район, г. Уфа
- Идрисова, Ляля Хазиевна, Калининский избирательный округ № 8, Калининский район, г. Уфа
- Идрисова, Мунира Сабирьяновна, Толбазинский избирательный округ № 123, Аургазинский район
- Извозчиков, Валентин, Глебович, Октябрьский избирательный округ № 59, г. Белорецк
- Ильясов, Зуфар Ахмадуллович, Поляковский избирательный округ № 236, Учалинский район
- Имамов, Раис Имамович, Акмурунский избирательный округ № 125, Баймакский район
- Иноземцев, Василий Иванович, Октябрьский избирательный округ № 79, г. Октябрьский
- Исмагилов, Загир Гарипович, Советский избирательный округ № 20, Кировский район, г. Уфа
- Исмагилов, Абдулла Гиниятович, Ермолаевский избирательный округ № 203, Кумертауский район
- Исрафилов, Габдельахат Габдуллович, Красноключевский избирательный округ № 218, Нуримановский район
- Ишбулатова, Флюра Зайнулловна, Димитровский избирательный округ № 5, Калининский район, г. Уфа
- Кадраева, Танкила Хасановна, Советский избирательный округ № 60, г. Белорецк
- Кадыров, Миннулла Гарифович, Шингак-Кульский избирательный округ № 248, Чишминский район
- Калинина Любовь Михайловна, Заводской избирательный округ № 57, г. Белорецк
- Камалов, Минигалим Хазигалиевич, Турсагалинский избирательный округ № 124, Аургазинский район
- Каримов, Виль Сагитович, Учалинский городской избирательный округ № 109, г. Учалы
- Карцев, Евгений Васильевич, Нефтяной избирательный округ № 72, г. Нефтекамск
- Касимовский Борис Андреевич, Арслановский избирательный округ № 245, Чишминский район
- Кашанов, Хажим Шагиевич, Тубинский избирательный округ № 128, Баймакский район
- Кириллова, Вера Ивановна, Железнодорожный избирательный округ № 42, Советский район, г. Уфа
- Кирста Иван Петрович, Богдановский избирательный округ № 215, Миякинский район
- Ковалев, Николай Григорьевич, Заводской избирательный округ № 43, Советский район, г. Уфа
- Комиссаров, Василий Дорофеевич, Рудничный избирательный округ № 89, г. Сибай
- Коновалова, Александра Михайловна, Первомайский избирательный округ № 35, Орджоникидзевский район, г. Уфа
- Краев, Дмитрий Васильевич, Орджоникидзевский избирательный округ № 34, Орджоникидзевский район, г. Уфа
- Крымгужин, Гильмитдин Сайфитдинович, Юлдыбаевский избирательный округ № 175, Зилаирский район
- Кузебаев, Шакир Рамазанович, Абзановский избирательный округ № 172, Зианчуринский район
- Кузнецов, Анатолий Васильевич, Машиностроительный избирательный округ № 12, Калининский район, г. Уфа
- Кузнецов, Иван Павлович, Кугарчинский избирательный округ № 200, Кугарчинский район
- Кузьменко, Людмила Анатольевна, Октябрьский избирательный округ № 83, г. Салават
- Кузябаева, Латифа Хамитьяновна, Сибайский избирательный округ № 127, Баймакский район
- Купряхин, Гавриил Гавриилович, Дуванский избирательный округ № 164, Дуванский район
- Кусниярова, Меналче Куснияровна, Чураевский избирательный округ № 214, Мишкинский район
- Кутушев, Наиль Муллаянович, Приютовский избирательный округ № 55, г. Белебей
- Лаврентьева, Прасковья Ильинична, Карламанский избирательный округ № 195, Кармаскалинский район
- Латипова, Роза Камаловна, Суккуловский избирательный округ № 169, Дюртюлинский район
- Латыпов, Марат Ильясович, Миндякский избирательный округ № 108, г. Учалы
- Логутенкова, Елена Ивановна, Горьковский избирательный округ № 29, Орджоникидзевский район, г. Уфа
- Лысенко, Николай Трофимович, Мишкинский избирательный округ № 213, Мишкинский район
- Мазитова, Аклима Самигулловна, Старокалмашевский избирательный округ № 243, Чекмагушевский район
- Мамыкина Зоя Андреевна, Октябрьский избирательный округ № 18, Кировский район, г. Уфа
- Маркелов, Иван Алексеевич, Радищевский избирательный округ № 19, Кировский район, г. Уфа
- Марченко, Мария Андреевна, Трунтаишевский избирательный округ № 116, Альшеевский район
- Махмудов, Рашид Абдуллович, Исянгуловский избирательный округ № 173, Зианчуринский район
- Машкин, Федор Иванович, Ашкадарский избирательный округ № 224, Стерлитамакский район
- Мащенко, Федор Иванович, Белебеевский избирательный округ № 54, г. Белебей
- Мироненко, Иван Кондратьевич, Промышленный избирательный округ № 13, Калининский район, г. Уфа
- Мисюля Нина Николаевна, Иглинский избирательный округ № 176, Иглинский район
- Михеев, Григорий Григорьевич, Промышленный избирательный округ № 99, г. Стерлитамак
- Мищенко, Мария Артемьевна, Российский избирательный округ № 14, Калининский район, г. Уфа
- Муллагалямов, Марат Сабитович, Железнодорожный избирательный округ № 92, г. Стерлитамак
- Муллакаева, Нурия Камалетдиновна, Центральный избирательный округ № 90, г. Сибай
- Мурманский Адольф Андреевич, Бижбулякский избирательный округ № 141, Бижбулякский район
- Мустафин, Киям Халилович, Миякинский избирательный округ № 216, Миякинский район
- Мухаметдинов, Радил Кияметдинович, Насибашевский избирательный округ № 220, Салаватский район
- Мухаметшин, Закир Фазылович, Ямадинский избирательный округ № 253, Янаульский район
- Мухутдинов, Дамир Сабирович, Кузеевский избирательный округ № 152, Буздякский район
- Нагимов, Гата Насырович, Курчатовский избирательный округ № 95, г. Стерлитамак
- Насырова, Хусна Рахматуллиновна, Матросовский избирательный округ № 11, Калининский район, г. Уфа
- Нафикова, Мавлия Хасановна, Нижнекарышевский избирательный округ № 133, Балтачевский район
- Нигмаджанов, Гильман Вильданович, Байкибашевский избирательный округ № 191, Караидельский район
- Никитин, Геннадий Михайлович, Южный избирательный округ № 87, г. Салават
- Никифоров, Андрей Трофимович, Зилаирский избирательный округ № 174, Зилаирский район
- Николаева, Мария Григорьевна, Благовещенский сельский избирательный округ № 148, Благовещенский район
- Никулина Нина Гавриловна, Строительный избирательный округ № 85, г. Салават
- Нурова, Аниса Шакировна, Челкаковский избирательный округ № 155, Бураевский район
- Овсянникова, Любовь Александровна, Нуримановский избирательный округ № 219, Нуримановский район
- Ожегова, Анастасия Васильевна, Месягутовский избирательный округ № 165, Дуванский район
- Павлов, Геннадий Михайлович, Улу-Телякский избирательный округ № 179, Иглинский район
- Погребнов, Сергей Петрович, Демский избирательный округ № 1, Демский район, г. Уфа
- Паршутин, Николай Дмитриевич, Урмиязовский избирательный округ № 120, Аскинский район
- Пастушенко, Валерий Михайлович, Белорецкий избирательный округ № 138, Белорецкий район
- Перепечай Николай Антонович, Калинниковский избирательный округ № 143, Бирский район
- Печатнов, Олег Порфирьевич, Фрунзенский избирательный округ № 22, Кировский район, г. Уфа
- Печников, Иван Никитович, Шакшинский избирательный округ № 234, Уфимский район
- Печникова, Дания Курбангалеевна, Нефтехимический избирательный округ № 32, Орджоникидзевский район, г. Уфа
- Понин, Виктор Михайлович, Благовещенский городской избирательный округ № 147, Благовещенский район
- Посадский Василий Петрович, Ждановский избирательный округ № 6, Калининский район, г. Уфа
- Почуев, Павел Алексеевич, Николаевский избирательный округ № 229, Туймазинский район
- Привалова, Анна Васильевна, Старобазановский избирательный округ № 144, Бирский район
- Равилов, Вагиз Мухлисович, Аслыкульский избирательный округ № 161, Давлекановский район
- Рахимкулов, Гизяр Шазиянович, Араслановский избирательный округ № 222, Стерлибашевский район
- Рахманов, Талгат Лутфуллович, Андреевский избирательный округ № 180, Илишевский район
- Рахматуллин, Ахсан Хасанович, Караидельский избирательный округ № 192
- Рахматуллина Хлюда Гарафетдиновна, Дюртюлинский избирательный округ № 168, Дюртюлинский район
- Рыленко, Владимир Данилович, Центральный избирательный округ № 101, г. Стерлитамак
- Сабин, Александр Иванович, Бурибаевский избирательный округ № 241, Хайбуллинский район
- Сабитов, Маргам Карамович, Ишлинский избирательный округ № 122, Аургазинский район
- Сагадеева, Земфира Гиниятовна, Ташбулатовский избирательный округ № 112, Абзелиловский район
- Садовская Любовь Васильевна, Южный избирательный округ № 103, г. Стерлитамак
- Садретдинов, Абрар Масалимович, Лемез-Тамакский избирательный округ № 212, Мечетлинский район
- Сайфуллин, Баян Авзалович, Усень-Ивановский избирательный округ № 135, Белебеевский район
- Сайфуллина Мунира Абдулловна, Новотроицкий избирательный округ № 246, Чишминский район
- Сафин, Минислам Гареевич, Краснохолмский избирательный округ № 189, Калтасинский район
- Сафина Фарида Гизылхаковна, Мраковский избирательный округ № 201, Кугарчинский район
- Сафиуллин, Адиатулла Аглямович, Асяновский избирательный округ № 167, Дюртюлинский район
- Седова, Антонида Ивановна, Яныбаевсий избирательный округ № 137, Белокатайский район
- Семёнов, Борис Александрович , Булгаковский избирательный округ № 232, Уфимский район
- Семёнова, Нина Ивановна, Стерлинский избирательный округ № 100, г. Стерлитамак
- Сергеев, Петр Михайлович, Октябрьский избирательный округ № 63, г. Бирск
- Сергеев, Петр Васильевич, Кош-Елгинский избирательный округ № 142, Бижбулякский район
- Сибагатуллина Галия Сибагатуллиновна, Шаранский избирательный округ № 250, Шаранский район
- Сираев, Анвар Ахметгалиевич, Караидельский избирательный округ № 192, Караидельский район
- Сираева, Сарвара Закировна, Саитбабинский избирательный округ № 158, Гафурийский район
- Сисин, Михаил Федорович, Промышленный избирательный округ № 84, г. Салават
- Соколов, Михаил Анисимович, Куручевский избирательный округ № 130, Бакалинский район
- Спатар, Иван Парфенович, Ухтомский избирательный округ № 2, Демский район, г. Уфа
- Субхангулова, Ямила Габдулловна, Стерлибашевский избирательный округ № 223, Стерлибашевский район
- Сулейманов, Шариф Сулейманович, Новобалтачевский избирательный округ № 242, Чекмагушевский район
- Султанов, Файзулла Валеевич, Ермекеевский избирательный округ № 170, Ермекеевский район
- Сунагатуллина, Газима Мухаметдиновна, Старокандринский избирательный округ № 230, Туймазинский район
- Сурин, Вениамин Константинович, Центральный избирательный округ № 62, г. Белорецк
- Тазиев, Нурислам Исламович, Зирганский избирательный округ № 208, Мелеузовский район
- Тартыков, Садык Насрутдинович, Кельтеевский избирательный округ № 188, Калтасинский район
- Ташкинова, Валентина Ивановна, Большеустьикинский избирательный округ № 211, Мечетлинский район
- Тимирашева, Чепа Шамраевна, Калтасинский избирательный округ № 187, Калтасинский район
- Тухватуллина, Клара Габдрахмановна, Комсомольский избирательный округ № 75, г. Октябрьский
- Уметбаев, Рамазан Гимранович, Зириклинский избирательный округ № 249, Шаранский район
- Уразбахтин, Нурулла Хабибрахманович, Айбулякский избирательный округ № 251, Янаульский район
- Фархуллина Назия Фархулловна, Аскинский избирательный округ № 119, Аскинский район
- Фархутдинова, Рузиля Инсафутдиновна, Старотуймазинский избирательный округ № 231, Туймазинский район
- Фатхуллин, Гафурьян Фатхинурович, Балтачевский избирательный округ № 132, Балтачевский район
- Федотов, Геннадий Петрович, Мелеузовский избирательный округ № 210, Мелеузовский район
- Фокин, Борис Иванович, Центральный избирательный округ № 67, г. Ишимбай
- Хабибуллина Рабига Хисматовна, Кандринский избирательный округ № 104, г. Туймазы
- Хазипов, Газиз Залилович, Мустафинский избирательный округ № 131, Бакалинский район
- Хайдаров, Рухльбаян Шайхилисламович, Тазларовский избирательный округ № 154, Бураевский район
- Хайртдинова, Фаягуль Нурулловна, Бураевский избирательный округ № 153, Бураевский район
- Хайруллин, Рафаэль Магсумович, Новоартаульский избирательный округ № 252, Янаульский район
- Халиуллина Разина Газимовна, Ленинский избирательный округ № 76, г. Октябрьский
- Хамидуллин, Аксан Абдрахманович, Промысловый избирательный округ № 66, г. Ишимбай
- Хамитова, Марьям Ахмадулловна, Северный избирательный округ № 15, Калининский район, г. Уфа
- Хафизов, Ханафи Хафизович, Ленинский избирательный округ № 96, г. Стерлитамак
- Хафизов, Ханиф Абулович, Верхнеяркеевский избирательный округ № 181, Илишевский район
- Хисматуллин, Файзрахман Шайхитдинович, Аскаровский избирательный округ № 111, Абзелиловский район
- Хисматуллин, Гарифьян Рахимьянович, Услинский избирательный округ № 226, Стерлитамакский район
- Ходосов, Иван Григорьевич, Дмитриевский избирательный округ № 233, Уфимский район
- Христофорова, Вера Васильевна, Кальтовский избирательный округ № 177, Иглинский район
- Хромых Виктор Дмитриевич, Татышлинский избирательный округ № 228, Татышлинский район
- Шайдулин, Мидхат Идиятович, Казадаевский избирательный округ № 225, Стерлитамакский район
- Шайдуллина Рашида Бадретдиновна, Старосуллинский избирательный округ № 171, Ермекеевский район
- Шаймарданов, Рудольф Шарафеевич, Володарский избирательный округ № 41, Советский район, г. Уфа
- Шакиров, Мидхат Закирович, Раевский избирательный округ № 115, Альшеевский район
- Шалагин, Николай Сергеевич, Белокатайский избирательный округ № 136, Белокатайский район
- Шамсутдинов, Асгат Ахметович, Табынский избирательный округ № 159, Гафурийский район
- Шапошников, Петр Александрович, Серафимовский избирательный округ № 105, г. Туймазы
- Швецова, Анна Александровна, Архангельский избирательный округ № 117, Архангельский район
- Шепелева, Зоя Ивановна, Затонский избирательный округ № 24, Ленинский район, г. Уфа
- Щебланова, Елена Георгиевна, Восточный избирательный округ № 91, г. Стерлитамак
- Юмагузина Магида Галимзяновна, Домостроительный избирательный округ № 23, Ленинский район, г. Уфа
- Юсупов, Мирсал Назипович, Шариповский избирательный округ № 206, Кушнаренковский район
- Ягудин, Флюр Миргадиевич, Восточный избирательный округ № 80, г. Салават
- Якимов, Владимир Николаевич, Нарышевский избирательный округ № 77, г. Октябрьский
- Яковлев, Михаил Владимирович, Щербаковский избирательный округ № 39, Орджоникидзевский район, г. Уфа
- Яковлева, Ольга Николаевна, Коммунистический избирательный округ № 25, Ленинский район, г. Уфа
- Яковлева, Зоя Ивановна, Строительный избирательный округ № 56, г. Белебей
- Яковлева, Мария Максимовна, Салаватский избирательный округ № 221, Салаватский район
- Якупов, Риф Назипович, Строительный избирательный округ № 36, Орджоникидзевский район, г. Уфа
- Якупов, Гильман Гирфанович, Акъярский избирательный округ № 240, Хайбуллинский район
- Янтилин, Гузаир Зиганурович, Вокзальный избирательный округ № 88, г. Сибай
- Ярлыкапов, Абрар Бадретдинович, Нефтезаводской избирательный округ № 31, Орджоникидзевский район, г. Уфа